# West St. Modeste
West St. Modeste is een gemeente (town) in de Canadese provincie Newfoundland en Labrador.

## Geschiedenis
In 1975 werd het dorp een gemeente met de status van local government community (LGC). In 1980 werden LGC's op basis van The Municipalities Act als bestuursvorm afgeschaft. De gemeente werd daarop automatisch een community om via een algemene wet in 1996 uiteindelijk een town te worden.

## Geografie
De gemeente ligt aan de Straat van Belle Isle in het uiterste zuiden van de regio Labrador, op 27 kilometer ten oosten van Quebec. De plaats ligt langsheen Route 510, het zuidelijke gedeelte van de Trans-Labrador Highway, tussen de plaatsen Capstan Island en Pinware. Het bevindt zich in de kustregio Labrador Straits.

## Demografie
Demografisch gezien is West St. Modeste, net zoals de meeste afgelegen plaatsen in de provincie, aan het krimpen. Tussen 1971 en 2021 daalde de bevolkingsomvang er van 294 naar 102. Dat komt neer op een daling van 192 inwoners (-65,3%) in 50 jaar tijd.
| Demografische ontwikkeling van West St. Modeste tussen 1951 en 2021        |
| -------------------------------------------------------------------------- |
|                                                                            |
| Bron: Statistics Canada (1951–1986, 1991–1996, 2001–2006, 2011–2016, 2021) |